# Take You Down
Take You Down este un single al artistului Chris Brown.

## Clasamente
| Clasament (2008)                     | Poziție de vârf |
| ------------------------------------ | --------------- |
| Noua Zeelandă (Recorded Music NZ)    | 7               |
| UK Singles (Official Charts Company) | 92              |
| US Billboard Hot 100                 | 43              |
| US Adult R&B Songs (Billboard)       | 30              |
| US Hot R&B/Hip-Hop Songs (Billboard) | 4               |
| US Rhythmic (Billboard)              | 29              |